# Hino (Shiga)
Hino (日野町 Hino-chō?) es un pueblo localizado en la prefectura de Shiga, Japón. En junio de 2019 tenía una población de 21.143 habitantes y una densidad de población de 180 personas por km². Su área total es de 117,60 km².

## Geografía

### Localidades circundantes
- Prefectura de Shiga
  - Higashiōmi
  - Kōka

## Demografía
Según datos del censo japonés, la población de Hino ha disminuido en los últimos años.
| Año del censo | Población |
| ------------- | --------- |
| 1995          | 23.132    |
| 2000          | 23.022    |
| 2005          | 22.809    |
| 2010          | 22.870    |
| 2015          | 21.873    |